# Албанологија
Албанологија је интердисциплинарна грана хуманистике која се бави језиком, костимографијом, књижевношћу, уметношћу, културом и историјом Албанаца. У оквиру студија користе се научни методи књижевности, лингвистике, археологије, историје и културе; међутим, албански језик је главна тачка истраживања студија.

## Студије
Јохан Ерик Танмен, из 18. века, вероватно је био први албанолог. Он је подржао теорију аутохтоности Албанаца и представио теорију о пореклу Илира. Касније је Густав Мејер доказао да је албански језик део индоевропске породице. У 20. веку такве студије су продубили Норберт Јокл, Милан Шуфлај и Франц Нопча вон Фешо-Силва, као и Карл Рејнхолд и Екрем Чабеј.
Студије албанологије биле су више институционално подржане у Албанији, почев од 1940. године отварањем Царског института за албанске студије, који је претходио Академији наука Албаније, отвореног 1972. године. У међувремену, током 1960-их, Албанолошки институт Приштине је такође реконструисан на Косову, а затим у делу Југославије.
На Универзитету у Београду албански језик се изучава од школске 1920/21 године. Један од најзаслужнијих албанолога током 20. века у Београду био је Војислав Данчетовић (1905-1974).

## Познати албанолози
- Јохан Георг фон Хан (1811—1869)
- Густав Мејер (1850—1900)
- Лудвиг фон Таплоци (1854—1916)
- Идит Дарам (1863—1944)
- Норберт Јокл (1877—1942)
- Франц Барон фон Нопска (1877—1933)
- Милан Шуфлај (1879—1931)
- Карло Таглијавини (1903—1982)
- Екрем Чабеј (1908—1980)
- Шабан Демирај (1920—2014)
- Мартин Цамај (1925—1992)
- Џеват Лоши (1937)
- Халит Трнавци (1942)
- Роберт Елси (1950—2017)
- Каплан Буровић (1934)